# Union sportive de Carthage
Maillots
L'Union sportive de Carthage est un club de volley-ball tunisien basé à Carthage.

## Palmarès féminin
- Championnat de Tunisie (2) :
  - Vainqueur :  2008, 2011
- Coupe de Tunisie (2) :
  - Vainqueur :  2010, 2011
- Supercoupe de Tunisie (1) :
  - Vainqueur :  2009
- Coupe de la Fédération féminine (1) :
  - Vainqueur :  2023
  - Finaliste :  2022